# Bailarín de ballet

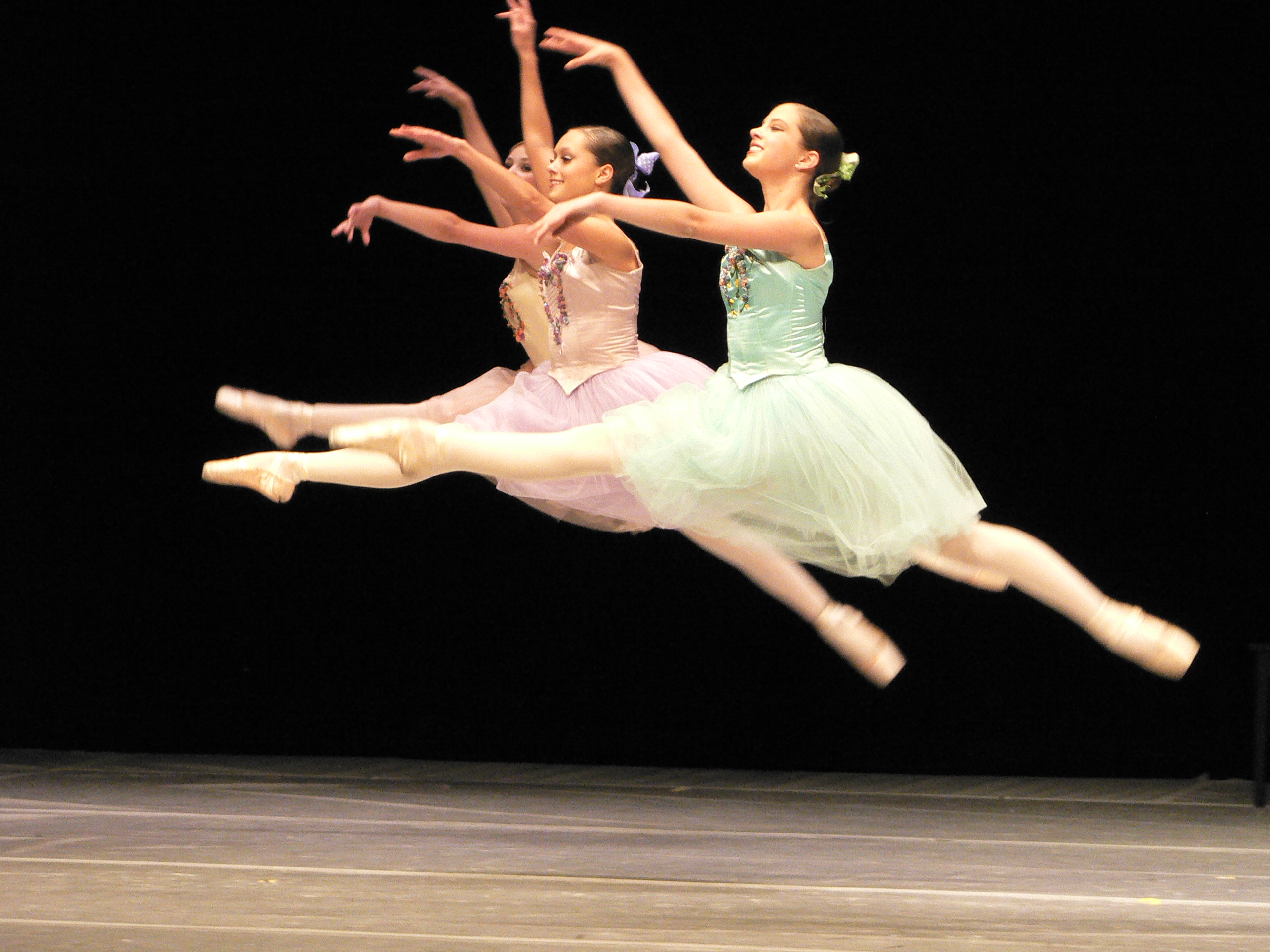
Tres bailarinas de ballet realizando un salto grand jeté

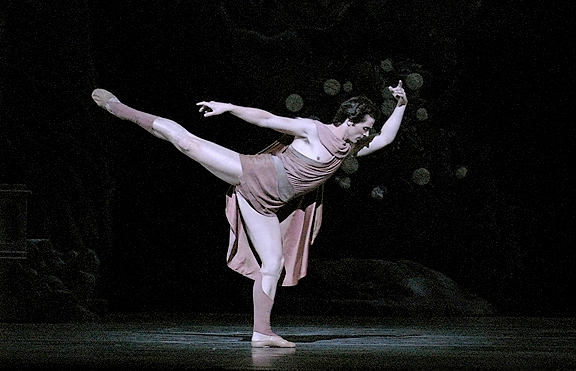
El bailarín de ballet Ángel Corella en 2005

Un bailarín de ballet (en italiano: ballerina [balleˈriːna] fem.; ballerino [balleˈriːno] masc.) es una persona que practica el arte del ballet clásico. Tanto las mujeres como los hombres pueden practicar el ballet; sin embargo, los bailarines tienen una jerarquía estricta y unos roles de género rigurosos. Dependen de años de entrenamiento exhaustivo y de una técnica adecuada para llegar a formar parte de una compañía de ballet profesional. Los bailarines de ballet corren un alto riesgo de lesionarse debido a la exigente técnica del ballet.

## Entrenamiento y técnica
Los bailarines de ballet suelen empezar a entrenarse a una edad temprana si desean actuar profesionalmente y a menudo participan en concursos internacionales como el YAGP y el Prix de Lausana. En estos certámenes se conceden becas a los bailarines con más talento, que les permiten continuar su formación en escuelas de ballet de renombre de todo el mundo, como la John Kranko Schule de Alemania y la Académie de Danse Classique Princesse Grace de Mónaco. Los bailarines de ballet preprofesionales pueden hacer una audición para matricularse en una escuela de ballet profesional como The Royal Ballet School o Elmhurst Ballet School. Estos tipos de internados de ballet suelen cooperar con una compañía de ballet profesional, lo que ofrece oportunidades laborales a los graduados. Existen diferentes estilos de formación en ballet, como el método Vaganova, el método Cecchetti y el estilo inglés de formación (Royal Academy of Dance/The Royal Ballet). La formación no termina cuando los bailarines de ballet son contratados por una compañía profesional. Incluso los bailarines de ballet profesionales toman clases de ballet a diario para mantener su técnica a raya y para calentar y prepararse para un día de ensayos. El ballet es una forma estricta de arte, y el bailarín debe ser muy atlético y flexible.
Los bailarines de ballet comienzan sus clases en la barra, una viga de madera que recorre las paredes del estudio de ballet. Los bailarines utilizan la barra para apoyarse durante los ejercicios. El trabajo en la barra está diseñado para calentar el cuerpo y estirar los músculos para prepararse para el trabajo en el centro, donde ejecutan los ejercicios sin la barra. El trabajo de centro en el centro de la sala comienza con ejercicios más lentos, que conducen gradualmente a ejercicios más rápidos y movimientos más grandes. Los bailarines de ballet terminan el trabajo de centro practicando grandes saltos por el suelo, lo que se denomina grande allegro. La clase diaria de ballet en una compañía de ballet profesional es una actividad anual muy popular que se retransmite en directo cada año durante el Día Mundial del Ballet.
Tras el trabajo en el centro, las mujeres hacen ejercicios en puntas, con zapatillas de punta. Los hombres practican saltos y giros. Pueden practicar juntos el trabajo en pareja.

## Lesiones

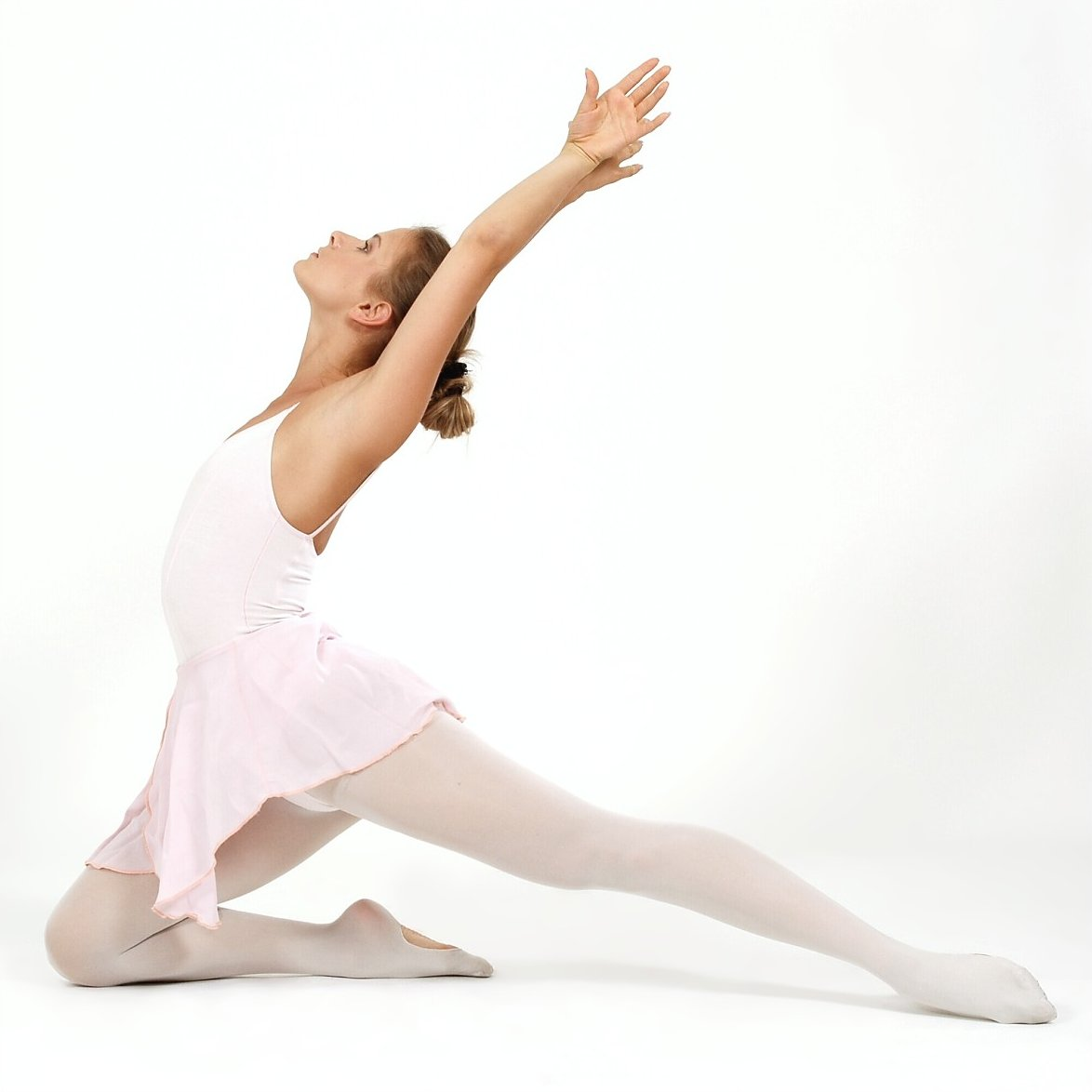
Una bailarina

Los bailarines de ballet son susceptibles de sufrir lesiones porque someten constantemente a su cuerpo y a sus pies a esfuerzos y tensiones. El objetivo de un bailarín de ballet es hacer que una coreografía físicamente exigente parezca sin esfuerzo.
La parte superior del cuerpo de un bailarín de ballet es propensa a las lesiones porque la coreografía y los ejercicios de clase les obligan a emplear energía en contorsionar la espalda y las caderas. Las flexiones de la espalda provocan pinzamientos, lo que hace que la columna vertebral sea vulnerable a lesiones como espasmos y pinzamientos nerviosos. Extender las piernas y mantenerlas en el aire mientras se gira hacia fuera causa daños en las caderas. Esos daños incluyen distensiones, fracturas por fatiga y pérdida de densidad ósea.
Las lesiones son frecuentes en los bailarines de ballet porque éste consiste en colocar el cuerpo en posiciones antinaturales. Una de ellas es la primera posición, en la que los talones se colocan juntos mientras los dedos de los pies apuntan hacia fuera, rotando o "girando hacia fuera" las piernas. Si la primera posición se hace incorrectamente puede causar problemas en las rodillas, sin embargo, cuando se hace correctamente (girando hacia fuera con las caderas en lugar de con las rodillas) debería aumentar la flexibilidad y reducir la presión sobre las rodillas. Los desgarros de menisco y las dislocaciones pueden producirse en las rodillas cuando la posición es incorrecta porque es fácil dejar que las rodillas se deslicen hacia delante mientras se gira hacia fuera en primera posición.
Los pies de los bailarines de ballet son propensos a fracturas y otros daños. Aterrizar de forma incorrecta (no a través del pie, con las rodillas flexionadas) en los saltos y la danza en puntas puede aumentar el riesgo de fracturas óseas y debilitamiento de los tobillos cuando no se tiene cuidado y atención por parte de un profesor o alumno concienzudo. La tendinitis es frecuente en las bailarines de ballet porque el trabajo en puntas es extenuante para sus tobillos. Aterrizar de forma incorrecta en los saltos también puede provocar dolores en las espinillas, en los que el músculo se separa del hueso.
El tiempo de clase se utiliza para corregir cualquier hábito que pueda provocar una lesión. Si el bailarín de ballet está correctamente entrenado, disminuirá su riesgo de lesiones. Algunos bailarines de ballet también recurren a estiramientos u otros métodos de entrenamiento cruzado, como Pilates, Yoga, ejercicios cardiovasculares sin impacto y natación. Este entrenamiento externo intenta minimizar el riesgo de daños corporales aumentando la fuerza, la diversidad de ejercicios y la resistencia. Hoy en día, las compañías de ballet de todo el mundo prestan mucha atención a la prevención de lesiones y muchas de ellas cuentan con salas de salud internas que ofrecen instalaciones y orientación experta a los bailarines. La mayoría de las compañías de ballet y los internados de ballet también emplean a su propio fisioterapeuta. El Ballet Australiano inventó un ejercicio de elevación de pantorrillas para prevenir lesiones que ahora utilizan las compañías de ballet de todo el mundo. Este ejercicio se presenta a menudo durante las retransmisiones en directo del Día Mundial del Ballet.

## Títulos

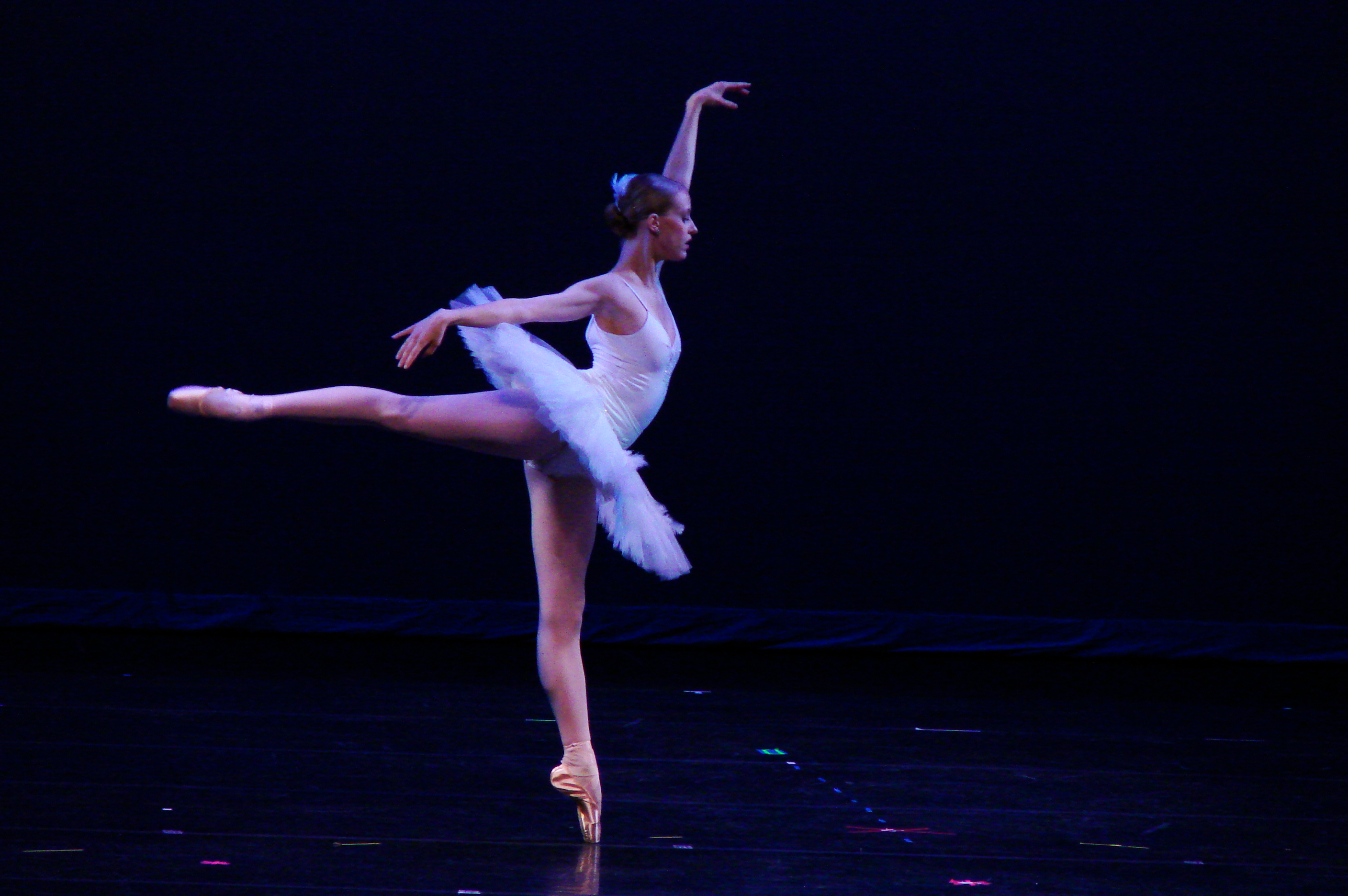
Ballerina

Tradicionalmente, se utilizan títulos específicos de género para los bailarines de ballet. En francés, un bailarín de ballet masculino se denomina danseur y una bailarina femenina danseuse. En italiano, una ballerina es una mujer que suele ostentar un título principal dentro de una compañía de ballet; el título para los hombres de igual rango es ballerino. En italiano, el término común para un bailarín masculino es danzatore y para una bailarina femenina es danzatrice.
Estos términos rara vez se utilizan en inglés. Dado que ballerino no se utiliza en inglés, no goza de la misma connotación que ballerina. En Italia, a un bailarín normal masculino se le llama ballerino. En el mundo angloparlante, los chicos u hombres que bailan ballet clásico suelen denominarse los bailarines de ballet (masculinos). A menudo "ballerino" se utiliza en los países de habla inglesa como argot.
Ya en la década de 1950, una bailarina de ballet era la principal bailarina de una compañía de ballet que también tenía un gran éxito en el mundo internacional del ballet, especialmente más allá de su propia compañía; a las bailarinas de ballet se las llamaba entonces danseuses o simplemente bailarinas de ballet. Bailarina era un elogio crítico concedido a relativamente pocas bailarinas, algo similar al título de diva en la ópera. La versión masculina de este término es danseur noble (francés). Sin embargo, desde la década de 1960, el término ha perdido este aspecto honorífico y se aplica en general a las mujeres que son bailarinas de ballet.
En el original italiano, los términos ballerino (bailarín masculino, normalmente de ballet) y ballerina no implican a los bailarines consumados y aclamados por la crítica a los que antes se referían los términos ballerina y danseur noble cuando se utilizaban en inglés. Más bien, significan simplemente alguien que baila ballet. Los términos italianos que sí designan a una bailarina de ballet consumada son Prima ballerina y prima ballerina assoluta (la palabra francesa étoile se utiliza en este sentido en la compañía de ballet de la Scala de Milán, pero tiene un significado diferente en el Ballet de la Ópera de París).
El término bailarina se utiliza a veces para designar a una bailarina de ballet clásico femenina bien entrenada y con grandes logros. En tales casos, es un elogio crítico que significa talento y logros excepcionales.

## Títulos jerárquicos
En el uso moderno, el término ballerina se utiliza para describir a cualquier estudiante o bailarina de ballet. Antes, ballerina era un rango que solo se otorgaba a las solistas femeninas más excepcionales.

### Mujeres

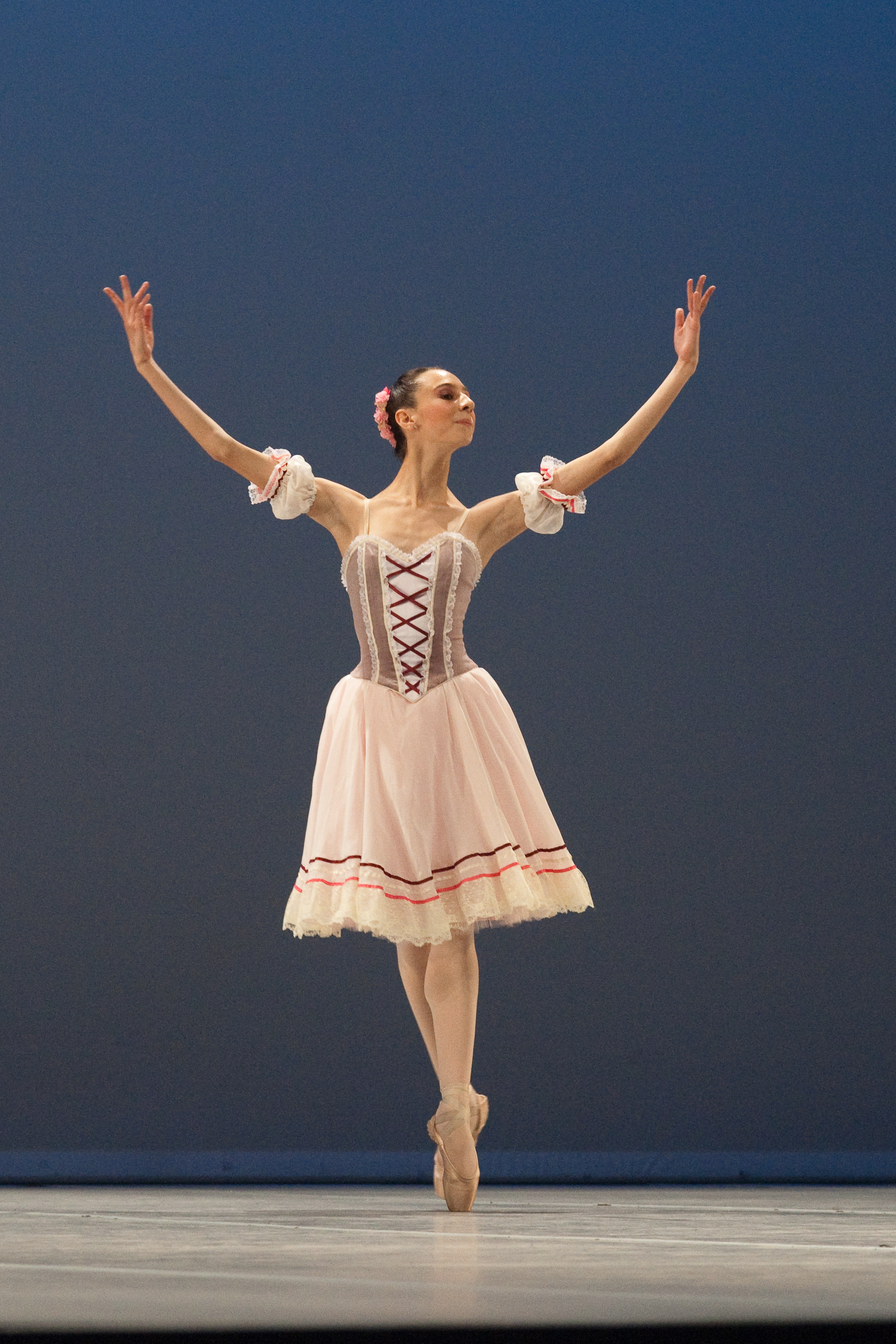
Coppélia, 2010

Más o menos, según la fuente, la clasificación de las mujeres -de mayor a menor- solía ser:
- Prima ballerina assoluta
- Prima ballerina, premier sujet o première danseuse
- Sujet
- Coryphée
- Cuerpo de baile

### Hombres
Para los hombres, los rangos eran:
- Premier danseur noble
- Premier danseur
- Danseur
- Sujet
- Coryphée
- Cuerpo de baile
- Ballerino

### En la actualidad
Las compañías de ballet siguen clasificando a sus bailarines de forma jerárquica, aunque la mayoría ha adoptado un sistema de clasificación neutro en cuanto al género. En la mayoría de las grandes compañías, suele haber varios bailarines principales de cada sexo, titulados bailarín principal o étoile para reflejar su antigüedad y, más a menudo, su estatus dentro de la compañía. Las clasificaciones más comunes (en inglés) son:
- Bailarín principal
- Solista (o Primer solista)
- Demi-solista (o Segundo solista)
- Primer artista
- Cuerpo de baile (o Artista)
- Aprendiz (o Compañía junior/programa de jóvenes bailarines)

Algunas compañías de ballet también dirigen una compañía aparte para sus reclutas más jóvenes. Es el caso del Ballet Nacional de Holanda, que ha puesto en marcha la Compañía Junior, que a veces también realiza giras y actuaciones por separado. El Royal Ballet, con sede en el Reino Unido, dirige el Programa de Jóvenes Bailarines Aud Jebsen. Los bailarines que se identifican como artistas invitados suelen ser aquellos que han alcanzado un alto rango con su compañía de origen y que posteriormente han sido contratados para bailar con otras compañías de ballet de todo el mundo, normalmente interpretando el papel principal. Suelen ser bailarines principales o solistas con su compañía de origen, pero se les da el título de artista invitado cuando actúan con otra compañía. Entre las artistas invitadas más conocidas se encuentran Marianela Núñez y Kathryn Morgan.

### Prima ballerina assoluta
El título o rango de prima ballerina assoluta se inspiró originalmente en los maestros de ballet italianos del primer Ballet romántico y se otorgaba a una bailarina que se consideraba que tenía un talento excepcional, por encima del nivel de otras bailarinas destacadas. El título se utiliza muy raramente en la actualidad y los usos recientes han sido típicamente simbólicos, en reconocimiento a una carrera notable y, como resultado, se considera comúnmente como un honor más que como un rango activo.